# Josef Kalt
Josef Kalt est un rameur suisse né le 20 septembre 1920 et mort le 21 février 2012.

## Biographie
Josef Kalt dispute l'épreuve du deux sans barreur aux côtés de  son frère Hans Kalt aux Jeux olympiques d'été de 1948 de Londres et remporte la médaille d'argent.